# Polumjesec i zvijezda
Polumjesec i zvijezda je simbol koji se sastoji od polumjeseca i zvijezde na njegovoj konkavnoj strani. U svom modernom obliku, zvijezda je petokraka, dok se prije koristila i zvijezda s više krakova. Ovaj simbol se obično smatra simbolom islama, što je barem činjenica u Bosni i Hercegovini i okolnim zemljama. Zastave mnogih muslimanskih zemalja sadrže ovaj simbol, poput Turske, Pakistana, Alžira itd. Sam polumjesec je čest ukras na minaretima i džamijama, poput križa na crkvama.

## Državne zastave s polumjesecom i zvijezdom
- Zastava Alžira
- Zastava Azerbejdžana
- Zastava Libije
- Zastava Malezije
- Zastava Mauretanije
- Zastava Pakistana
- Zastava Tunisa
- Zastava Turske

Kao i:
- Zastava Turske Republike Sjeverni Cipar
- Zastava Zapadne Sahare